# Chinese Commercial News
Die Zeitung Chinese Commercial News (Deutsch: Chinesische Wirtschaftsnachrichten) auch 菲律賓商報 (ver. Chin.: 菲律宾商报; Pinyin: Fēilǜbīn Shāngbào; POJ: Hui-li̍p-pin Siong-pò) ist die älteste chinesischsprachige Tageszeitung der Philippinen und wurde 1919 gegründet. Sie wird auch Commercial News oder Siong Po (POJ: Siong-pò) genannt.

## Geschichte
Veröffentlicht wurde die Zeitung ursprünglich im Oktober 1919 unter dem Namen Huachiao Commercial News (sinngemäß: Wirtschaftsnachrichten für Auslandschinesen) auch 華僑商報 (ver. Chin.: 华侨商报; Pinyin: Huáqiáo Shāngbào; POJ: Hôa-kiâu Siong-pò), ein monatliches Mitteilungsblatt für Mitglieder des Manila Chinese Chamber of Commerce, der chinesischen Handelskammer Manilas. Die Redaktion hatten Dee Cheng Chuan (李清泉) und Yu Yi Tung (于以同). Hintergrund war ein rapider wirtschaftlicher Wachstum innerhalb der Philippinen nach dem Ersten Weltkrieg, weswegen eine Möglichkeit geschaffen werden sollte, damit chinesischstämmige Geschäftsleute den Markt beobachten konnten.
Wegen Verlagsänderung an die Chinese Commercial News Publishing Company (華僑商報出版公司), die chinesische Wirtschaftsnachrichten Verlagsgesellschaft, unter Go Ki Hoc (吳紀霍), wurde letztendlich die letzte Ausgabe des monatlichen Rundbriefes im Februar 1922 veröffentlicht. Kurz darauf wurde aus dem Blatt eine Tageszeitung, welche ursprünglich aus nur zwei Seiten und einer Auflage von 1.000 Stück bestand. Sowohl ausländische als auch inländische Nachrichten wurden hierzu aus dem Englischen ins Chinesische übersetzt. Zu guter Letzt fügte das Tagesblatt 1927 Illustrationen hinzu und wurde die erste chinesischsprachige, philippinische Zeitung mit Bildern. Hinzu kam 1933 ein wöchentlich veröffentlichtes Magazin.
Wegen Yu Yi Tungs Weigerung, Propagandamaterial für die japanische Besetzungsmacht während des Zweiten Weltkrieges zu veröffentlichen, wurde er hingerichtet und die Produktion der Zeitung eingestellt. Am 15. April, 1945 jedoch, brachten seine Geschwister Quintin Yu Tiong Seng (于長城), Rizal Yu Tiong Keng (于長庚), Helen Yu Un Hui (于茵慧) und Yu Tiong Nay (于長籟) erneut heraus, bis sie wiederum am 21. September 1972, wegen der Proclamation № 1081, der Ausrufung des Kriegsrechts auf den Philippinen unter Ferdinand Marcos stillgelegt wurde. Nach der Volksrevolution wurde sie als einzige chinesischsprachige Zeitung am 12. Juni, 1986 neu aufgelegt.

## Ausrichtung/Blattlinie
Die Ausrichtung der Zeitung hat sich seit der 1922 unter Yu Yi Tung nicht verändert. Die zehn Hauptpunkte sollen sein:
- Die Koordinierung chinesischer Organisationen und Gruppierungen
- Die Expansion des Überseehandels
- Die Erweiterung und Kultivierung von Investitionen im chinesischen Festland
- Die Verbreitung von wirtschaftlich-relevanten Wissens
- Die Berichterstattung über Wirtschaftsnachrichten
- Die Beziehungen innerhalb örtlicher Gemeinden zu verbessern
- Die Beilegung der Klassenunterschiede zwischen „Lohnarbeit und Kapital“
- Als Führungsorgan innerhalb der chinesischen Kommune zu dienen
- Die Schul- und Ausbildung philippinischer Chinesen zu unterstützen
- Die Unterstützung politischer Reformen im chinesischen Festland